# エルドン・ダチ
エルドン・ダチ (Erdon Daci マケドニア語: Ердон Даци , 1998年7月4日 - )は、北マケドニア・スコピエ出身のプロサッカー選手。ベルギー・ファースト・ディビジョンA・KVCウェステルロー所属。ポジションはFW。

## クラブ経歴
FKヴァルダールのユースを経て、2017年にコンヤスポルと契約。2019年7月にトップチーム昇格が決まり、3年契約を締結。8月18日のMKEアンカラギュジュ戦でプロデビュー。
2021年8月30日、KVCウェステルローと3年契約を締結。加入1年目2021-22シーズンは2部リーグでプロ初の二桁ゴールを決め、1部昇格に貢献した。
2024年2月1日、ダチはベフェレンからレンタル移籍した。  2024年9月6日、ダチは2024-25シーズンの残り期間にわたりデインズと契約を結び、2025-26シーズンのオプション付きとなった。 しかし、2024年12月にデインズが破産し、クラブの活動が停止されたため、彼はクラブを去った。

## 代表歴
2019年から1年間、U-21の北マケドニア代表でプレーした。